# Энтеббе (аэропорт)
Международный аэропорт Энтеббе (ИАТА: EBB, ИКАО: HUEN) — главный международный аэропорт Уганды, расположен в городе Энтеббе, на берегу озера Виктория, в 35 километрах от столицы города Кампалы. Аэропорт известен как место проведения операции по освобождению израильских заложников спецназом Сайерет Маткаль.
Нынешнее здание аэровокзала построено в 1970-х годах. Старый аэропорт Энтеббе в настоящее время используется вооружёнными силами Уганды, именно на месте старого аэропорта была проведена операция «Энтеббе».
Международный аэропорт Энтеббе в 2007 году обслужил около 720000 пассажиров (на 10,7 % больше чем в 2006).